# Saison 2022-2023 du FC Barcelone
 (juillet 2022).
Si vous disposez d'ouvrages ou d'articles de référence ou si vous connaissez des sites web de qualité traitant du thème abordé ici, merci de compléter l'article en donnant les références utiles à sa vérifiabilité et en les liant à la section « Notes et références ».
Maillots
Chronologie
Saison précédente Saison suivante
La saison 2022-2023 du FC Barcelone est la 124e saison depuis la fondation du FC Barcelone. Elle fait suite à la saison 2021-2022.
Lors de la saison 2022-2023, le FC Barcelone est engagé dans 4 compétitions officielles : championnat d'Espagne, Ligue des Champions, Coupe du Roi et Supercoupe d'Espagne.
Lors de la pré-saison, le club enregistre l'arrivée d'Andréas Christensen et de Franck Kessié en provenance respectivement de Chelsea et de l'AC Milan.
Barcelone remporte la Liga et la Supercoupe d'Espagne.

## Pré saison

### Juillet
L'équipe reprend l'entraînement le 4 juillet.
Le jour même Les Blaugranas signent Franck Kessié et Andreas Christensen.
Le 13 juillet, Barcelone fait match nul 1 à 1 face à l'UE Olot, club de quatrième division espagnole.
Le 14 juillet le FC Barcelone conclu un accord avec Leeds United pour le transfert de l'international brésilien Raphinha.
Le 15 juillet, Raphinha est officiellement présenté au terrain d’entraînement Tito Vilanova.
Le 16 juillet, le Barça trouve un accord avec le Bayern pour le transfert de Lewandowski.
Le 29 juillet, le Barça signe Jules Koundé fraîchement arrivé de Séville.
Du 20 au 30 juillet, les Culés s'envole pour les États-Unis pour quelques matchs amicaux de préparation a la saison à venir face au Real Madrid (1-0), New York RedBull, l'Inter Miami (6-0) et la Juventus (2-2).

### Août
Le 7 août 2022, Barcelone remporte le Trophée Joan Gamper face au Club Universidad Nacional de Andrés Lillini sur le score de 6-0 avec l’aide de leur nouvelle recrue star, Robert Lewandowski. Dani Alves, ancien joueur du FC Barcelone ayant quitté le club fin de saison 2021-2022, fait son retour sous ses nouvelles couleurs et est acclamé par le stade.
Le 13, Barcelone débute La Liga par un nul à domicile (0-0) contre le Rayo Vallecano, malgré plus de 20 frappes tentées. Christensen, Raphinha, Lewandowski et Kessié font leurs débuts.
Le 21, 1re victoire en championnat (4-1) sur le terrain de la Real Sociedad. Lewandowski marque ses premiers buts. (2e journée de championnat)
Le 24, un match amical est organisé contre Manchester City, le but étant de récolter des fonds pour lutter contre la maladie de Charcot dont est atteint l'ancien joueur et entraineur des gardiens Juan Carlos Unzué, le match se termine sur un score de parité (3-3) et a attiré plus de 91 000 spectateurs au Camp Nou.
Le 28, victoire à domicile (4-0) contre Valladolid (3e journée de championnat), Lewandowski marque en second doublé d'affilée en Liga. Koundé joue son premier match sous le maillot Blaugrana.
Le dernier jour du mercato est agité avec les départs de Braithwaite et Aubameyang ainsi que le prêt de Dest. Ces départs entrainent l'arrivée d'Hector Bellerin (qui retrouve le Barça 11 ans après l'avoir quitté) et de Marcos Alonso.

### Septembre
Le 3 septembre, pour le 1er gros choc de la saison contre le Seville FC à l'extérieur (4e journée de championnat), Barcelone gagne (3-0) avec le premier but de Raphinha.
Le 7, Miralem Pjanić signe au Sharjah FC.

### Novembre
Le 3 novembre, Gérard Piqué annonce la fin de sa carrière de footballeur à travers une vidéo postée sur les réseaux.

### Mars
Le FC Barcelone bat le Real Madrid sur le fil et prend une grosse option pour la victoire en liga.

### Avril
Le 29 avril, Lamine Yamal devient le plus jeune joueur du Barça qui débute en Liga à l'âge de 15 ans et 290 jours.

## Transferts

### Transferts estivaux
| Nom                       | Nationalité        | Poste     | Transfert                       | Provenance/Destination  | Division           |
| ------------------------- | ------------------ | --------- | ------------------------------- | ----------------------- | ------------------ |
| Arrivées                  |                    |           |                                 |                         |                    |
| Franck Kessié             | Côte d'Ivoire      | Milieu    | Transfert (Gratuit)             | AC Milan                | Serie A            |
| Andreas Christensen       | Danemark           | Défenseur | Transfert (Gratuit)             | Chelsea FC              | Premier League     |
| Raphinha                  | Brésil             | Attaquant | Transfert 70M€                  | Leeds United            | Premier League     |
| Miralem Pjanić            | Bosnie-Herzégovine | Milieu    | Retour de prêt                  | Beşiktaş JK             | Süper Lig          |
| Francisco Trincão         | Portugal           | Attaquant | Retour de prêt                  | Wolverhampton Wanderers | Premier League     |
| Robert Lewandowski        | Pologne            | Attaquant | Transfert 45M€                  | Bayern Munich           | Bundesliga         |
| Jules Koundé              | France             | Défenseur | Transfert 50M€ (+ 5M€ de bonus) | Séville FC              | LaLiga             |
| Marcos Alonso             | Espagne            | Défenseur | Libre                           | Chelsea                 | Premier League     |
| Héctor Bellerín           | Espagne            | Défenseur | Libre                           | Arsenal                 | Premier League     |
| Départs                   |                    |           |                                 |                         |                    |
| Samuel Umtiti             | France             | Défenseur | Prêt                            | US Lecce                | Serie A            |
| Neto                      | Brésil             | Gardien   | Transfert (Gratuit)             | AFC Bournemouth         | Premier League     |
| Riqui Puig                | Espagne            | Milieu    | Transfert (Gratuit)             | Los Angeles Galaxy      | MLS                |
| Óscar Mingueza            | Espagne            | Défenseur | Transfert 2M€                   | Celta de Vigo           | LaLiga             |
| Clément Lenglet           | France             | Défenseur | Prêt                            | Tottenham Hotspur       | Premier League     |
| Francisco Trincão         | Portugal           | Attaquant | Prêt                            | Sporting CP             | Liga Portugal bwin |
| Pierre-Emerick Aubameyang | Gabon              | Attaquant | Transfert 12M€                  | Chelsea                 | Premier League     |
| Martin Braithwaite        | Danemark           | Attaquant | Résiliation contrat et départ   | Espanyol de Barcelone   | LaLiga             |
| Sergiño Dest              | États-Unis         | Défenseur | Prêt                            | Milan AC                | Serie A            |

## Compétitions

### LaLiga Santander

#### Calendrier
| Date       | J.  | Adversaire            | Lieu                                 | Score | Buteurs                                                               |
| ---------- | --- | --------------------- | ------------------------------------ | ----- | --------------------------------------------------------------------- |
| 13/08/2022 | 1re | Rayo Vallecano        | Camp Nou, Barcelone                  | 0-0   | /                                                                     |
| 21/08/2022 | 2e  | Real Sociedad         | Stade d'Anoeta, Saint-Sébastien      | 1-4   | Lewandowski 1re 68e, O.Dembélé 66e, A.Fati 79e                        |
| 28/08/2022 | 3e  | Real Valladolid       | Camp Nou, Barcelone                  | 4-0   | Lewandowski 24e 65e, Pedri 43e, Roberto 90e                           |
| 03/09/2022 | 4e  | Séville FC            | Stade Ramón-Sánchez-Pizjuán, Séville | 0-3   | Raphinha 21e, Lewandowski 36e, Eric García 50e                        |
| 10/09/2022 | 5e  | Cadix CF              | Stade Ramón de Carranza, Cadix       | 0-4   | F. de Jong 55e, Lewandowski 65e, A.Fati 86e, O.Dembélé 90+2e          |
| 17/09/2022 | 6e  | Elche CF              | Camp Nou, Barcelone                  | 3-0   | Lewandowski 34e 48e, Depay 41e                                        |
| 01/10/2022 | 7e  | RCD Majorque          | Stade de Son Moix, Palma             | 0-1   | Lewandowski 20e                                                       |
| 09/10/2022 | 8e  | Celta de Vigo         | Camp Nou, Barcelone                  | 1-0   | Pedri 17e                                                             |
| 16/10/2022 | 9e  | Real Madrid           | Stade Santiago Bernabéu, Madrid      | 3-1   | F.Torres 83e                                                          |
| 20/10/2022 | 10e | Villarreal CF         | Camp Nou, Barcelone                  | 3-0   | Lewandowski 31e 35e, A.Fati 38e                                       |
| 23/10/2022 | 11e | Athletic Bilbao       | Camp Nou, Barcelone                  | 4-0   | O.Dembélé 12e, S.Roberto 18e, Lewandowski 22e, F.Torres 73e           |
| 29/10/2022 | 12e | Valence CF            | Stade de Mestalla, Valence           | 0-1   | Lewandowski 90+3e                                                     |
| 05/11/2022 | 13e | UD Almeria            | Camp Nou, Barcelone                  | 2-0   | O.Dembélé 48e, F. de Jong 62e                                         |
| 08/11/2022 | 14e | Osasuna               | Stade El Sadar, Pampelune            | 1-2   | Pedri 48e, Raphinha 85e                                               |
| 31/12/2022 | 15e | Espanyol de Barcelone | Camp Nou, Barcelone                  | 1-1   | M.Alonso 7e                                                           |
| 22/01/2023 | 16e | Atlético de Madrid    | Wanda Metropolitano, Madrid          | 0-1   | O.Dembélé 22e                                                         |
| 22/01/2023 | 17e | Getafe CF             | Camp Nou, Barcelone                  | 1-0   | Pedri 35e                                                             |
| 28/01/2023 | 18e | Girona FC             | Stade de Montilivi, Gérone           | 0-1   | Pedri 61e                                                             |
| 01/02/2023 | 19e | Real Betis            | Stade Benito-Villamarín, Séville     | 1-2   | Raphinia 65e, Robert Lewandowski 80e                                  |
| 05/02/2023 | 20e | Séville FC            | Camp Nou, Barcelone                  | 3-0   | J.Alba 58e, Gavi 70e, Raphinia 79e                                    |
| 12/02/2023 | 21e | Villarreal CF         | Stade de la Céramique, Villarreal    | 0-1   | Pedri 18e                                                             |
| 19/02/2023 | 22e | Cadix CF              | Camp Nou, Barcelone                  | 2-0   | S.Roberto 43e, Lewandowski 45+1e                                      |
| 26/02/2023 | 23e | UD Almeria            | Power Horse Stadium, Almería         | 1-0   |                                                                       |
| 05/03/2023 | 24e | Valence CF            | Camp Nou, Barcelone                  | 1-0   | Raphinia 15e                                                          |
| 12/03/2023 | 25e | Athletic Bilbao       | San Mamés, Bilbao                    | 0-1   | Raphinia 45+1e                                                        |
| 19/03/2023 | 26e | Real Madrid           | Camp Nou, Barcelone                  | 2-1   | S.Roberto 45e, Kessié 90+2e                                           |
| 01/04/2023 | 27e | Elche CF              | Stade Martínez Valero, Elche         | 0-4   | Lewandowski 20e 66e, A.Fati 56e, F.Torres 70e                         |
| 10/04/2023 | 28e | Girona FC             | Camp Nou, Barcelone                  | 0-0   |                                                                       |
| 16/04/2023 | 29e | Getafe CF             | Coliseum Alfonso Pérez, Getafe       | 0-0   |                                                                       |
| 23/04/2023 | 30e | Atlético de Madrid    | Camp Nou, Barcelone                  | 1-0   | F.Torres 44e                                                          |
| 26/04/2023 | 31e | Rayo Vallecano        | Stade de Vallecas, Madrid            | 2-1   | Lewandowski 83e                                                       |
| 29/04/2023 | 32e | Real Betis            | Camp Nou, Barcelone                  | 4-0   | Christensen 14e, Lewandowski 36e, Raphinia 39e, G.Rodríguez 82e (csc) |
| 02/05/2023 | 33e | Osasuna               | Camp Nou, Barcelone                  | 1-0   | J.Alba 85e                                                            |
| 14/05/2023 | 34e | Espanyol de Barcelone | RCDE Stadium,                        | 2-4   | Lewandowski 11e 40e, Balde 20e, Kounde 53e                            |
| 20/05/2023 | 35e | Real Sociedad         | Camp Nou, Barcelone                  | 1-2   | Lewandowski 90e                                                       |
| 23/05/2023 | 36e | Real Valladolid       | Stade José-Zorrilla, Valladolid      | 3-1   | Lewandowski 84e                                                       |
| 28/05/2023 | 37e | RCD Majorque          | Camp Nou, Barcelone                  | 3-0   | A.Fati 1re 24e, Gavi 70e                                              |
| 04/06/2023 | 38e | Celta de Vigo         | Stade de Balaídos, Vigo              | 2-1   | A.Fati 79e                                                            |

#### Évolution du classement et des résultats
| Journée  | 1  | 2 | 3 | 4 | 5 | 6 | 7 | 8 | 9 | 10 | 11 | 12 | 13 | 14 | 15 | 16 | 17 | 18 | 19 | 20 | 21 | 22 | 23 | 24 | 25 | 26 | 27 | 28 | 29 | 30 | 31 | 32 | 33 | 34 | 35 | 36 | 37 | 38 | Journées en tête |
| -------- | -- | - | - | - | - | - | - | - | - | -- | -- | -- | -- | -- | -- | -- | -- | -- | -- | -- | -- | -- | -- | -- | -- | -- | -- | -- | -- | -- | -- | -- | -- | -- | -- | -- | -- | -- | ---------------- |
| Résultat | N  | V | V | V | V | V | V | V | D | V  | V  | D  | V  | V  | N  | V  | V  | V  | V  | V  | V  | V  | D  | V  | V  | V  | V  | N  | N  | V  | D  | V  | V  | V  | D  | D  | V  | D  | —                |
| Rang     | 11 | 5 | 3 | 2 | 2 | 2 | 1 | 1 | 2 | 2  | 2  | 2  | 1  | 1  | 1  | 1  | 1  | 1  | 1  | 1  | 1  | 1  | 1  | 1  | 1  | 1  | 1  | 1  | 1  | 1  | 1  | 1  | 1  | 1  | 1  | 1  | 1  | 1  | 28               |

| La Liga Santander Champion 2022-2023 |
| ------------------------------------ |
| FC Barcelone 27e Titre               |

### Ligue des Champions

#### Calendrier
| Date       | J.  | Adversaire     | Lieu                  | Score | Buteurs                                             |
| 07/09/2022 | 1re | Viktoria Plzeň | Camp Nou, Barcelone   | 5-1   | Kessié 13e, Lewandowski 34e 45+3e 67e, F.Torres 71e |
| 13/09/2022 | 2e  | Bayern Munich  | Allianz Arena, Munich | 2-0   |                                                     |
| 04/10/2022 | 3e  | Inter Milan    | San Siro, Milan       | 1-0   |                                                     |
| 12/10/2022 | 4e  | Inter Milan    | Camp Nou, Barcelone   | 3-3   | Dembele 40e, Lewandowski 82e 90+2e                  |
| 26/10/2022 | 5e  | Bayern Munich  | Camp Nou, Barcelone   | 0-3   |                                                     |
| 01/11/2022 | 6e  | Viktoria Plzeň | Doosan Arena, Plzeň   | 2-4   | Alonso 6e, F.Torres 44e 54e, Torre 75e              |

#### Classement
| Rang | Équipe         | Pts | J | G | N | P | Bp | Bc | Diff |
| ---- | -------------- | --- | - | - | - | - | -- | -- | ---- |
| 1    | Bayern Munich  | 18  | 6 | 6 | 0 | 0 | 18 | 2  | +16  |
| 2    | Inter Milan    | 10  | 6 | 3 | 1 | 2 | 10 | 7  | +3   |
| 3    | FC Barcelone   | 7   | 6 | 2 | 1 | 3 | 12 | 12 | 0    |
| 4    | Viktoria Plzeň | 0   | 6 | 0 | 0 | 6 | 5  | 24 | -19  |

### Ligue Europa

#### Barrages de la phase à élimination directe
Les deuxièmes de groupe de la Ligue Europa, rejoints par les huit équipes ayant terminé troisièmes de leur groupe en Ligue des champions, participent aux barrages de la phase à élimination directe de la Ligue Europa. Les huit vainqueurs de ces barrages retrouveront les huit vainqueurs de groupe de la Ligue Europa en huitièmes de finale.
| Date       | J.           | Adversaire        | Lieu                     | Score | Buteurs                    |
| 16/02/2023 | Match aller  | Manchester United | Camp Nou, Barcelone      | 2-2   | M.Alonso 76e, Raphinia 15e |
| 23/02/2023 | Match retour | Manchester United | Old Trafford, Manchester | 2-1   | Lewandowski 18e (pen.)     |

### Coupe du Roi
| Date       | Tour              | Adversaire    | Lieu                            | Score       | Buteurs                                                 |
| ---------- | ----------------- | ------------- | ------------------------------- | ----------- | ------------------------------------------------------- |
| 04/01/2023 | 1/16e finale      | CF Intercity  | Stade Antonio Solana, Alicante  | 3-4 (a. p.) | Araújo 4e, O.Dembélé 66e, Raphinha 77e, A.Fati 103e     |
| 19/01/2023 | 1/8e finale       | AD Ceuta FC   | Stade Alfonso Murube, Ceuta     | 0-5         | Raphinha 41e, Lewandowski 50e 90e, A.Fati 70eKessié 77e |
| 25/01/2023 | 1/4 finale        | Real Sociedad | Camp Nou, Barcelone             | 1-0         | O.Dembélé 52e                                           |
| 02/03/2023 | 1/2 finale aller  | Real Madrid   | Stade Santiago Bernabéu, Madrid | 0-1         | Militão (csc) 26e                                       |
| 05/04/2023 | 1/2 finale retour | Real Madrid   | Camp Nou, Barcelone             | 0-4         |                                                         |

### Supercoupe d'Espagne
| Date       | Tour        | Adversaire  | Lieu                                   | Score        | Buteurs                              |
| ---------- | ----------- | ----------- | -------------------------------------- | ------------ | ------------------------------------ |
| 12/01/2023 | Demi-finale | Real Betis  | Stade international du Roi-Fahd, Riyad | 2-2 (4-2tab) | Lewandowski 43e ; Fati 84e           |
| 15/01/2023 | Finale      | Real Madrid | Stade international du Roi-Fahd, Riyad | 3-1          | Gavi 33e, Lewandowski 45e, Pedri 69e |

| Supercoupe d'Espagne Vainqueur 2023 |
| ----------------------------------- |
| FC Barcelone 14e Titre              |

## Statistiques

### Statistiques des buteurs
mis à jour le 28 juillet 2023
| Place   | Nom                         | Liga | Coupe du Roi | Ligue des Champions | Ligue Europa | Supercoupe d'Espagne | TOTAL des buts |
| ------- | --------------------------- | ---- | ------------ | ------------------- | ------------ | -------------------- | -------------- |
| 1       | Lewandowski                 | 23   | 2            | 5                   | 1            | 2                    | 33             |
| 2       | Ansu Fati                   | 7    | 2            | 0                   | 0            | 1                    | 10             |
| 2       | Raphinha                    | 7    | 2            | 0                   | 1            | 0                    | 10             |
| 3       | Dembélé                     | 5    | 2            | 1                   | 0            | 0                    | 8              |
| 4       | Pedri                       | 6    | 0            | 0                   | 0            | 1                    | 7              |
| 4       | F.Torres                    | 4    | 0            | 3                   | 0            | 0                    | 7              |
| 5       | S.Roberto                   | 4    | 0            | 0                   | 0            | 0                    | 4              |
| 6       | M.Alonso                    | 1    | 0            | 1                   | 1            | 0                    | 3              |
| 6       | Kessié                      | 1    | 1            | 1                   | 0            | 0                    | 3              |
| 6       | Gavi                        | 2    | 0            | 0                   | 0            | 1                    | 3              |
| 7       | F. de Jong                  | 2    | 0            | 0                   | 0            | 0                    | 2              |
| 7       | Jordi Alba                  | 2    | 0            | 0                   | 0            | 0                    | 2              |
| 8       | Depay                       | 1    | 0            | 0                   | 0            | 0                    | 1              |
| 8       | E.García                    | 1    | 0            | 0                   | 0            | 0                    | 1              |
| 8       | Pablo Torre                 | 0    | 0            | 1                   | 0            | 0                    | 1              |
| 8       | Ronald Araújo               | 0    | 1            | 0                   | 0            | 0                    | 1              |
| 8       | Koundé                      | 1    | 0            | 0                   | 0            | 0                    | 1              |
| 8       | Baldé                       | 1    | 0            | 0                   | 0            | 0                    | 1              |
| 8       | Christensen                 | 1    | 0            | 0                   | 0            | 0                    | 1              |
| csc     | G.Rodríguez (Betis Seville) | 1    | 0            | 0                   | 0            | 0                    | 1              |
| Détails | 19 buteurs                  | 70   | 10           | 12                  | 3            | 5                    | 100            |

### Statistiques des passeurs
mis à jour le 28 juillet 2023
| Place   | Nom           | Liga | Coupe du Roi | Ligue des Champions | Ligue Europa | Supercoupe d'Espagne | TOTAL des passes |
| ------- | ------------- | ---- | ------------ | ------------------- | ------------ | -------------------- | ---------------- |
| 1       | Raphinha      | 7    | 2            | 2                   | 1            | 0                    | 12               |
| 2       | Dembélé       | 7    | 0            | 2                   | 0            | 0                    | 9                |
| 3       | Lewandowski   | 7    | 0            | 0                   | 0            | 1                    | 8                |
| 4       | Jordi Alba    | 3    | 2            | 1                   | 0            | 0                    | 6                |
| 4       | Gavi          | 4    | 1            | 0                   | 0            | 1                    | 6                |
| 4       | Koundé        | 3    | 1            | 1                   | 1            | 0                    | 6                |
| 4       | Baldé         | 6    | 0            | 0                   | 0            | 0                    | 6                |
| 5       | Busquets      | 4    | 0            | 0                   | 0            | 0                    | 4                |
| 5       | F.de Jong     | 4    | 0            | 0                   | 0            | 0                    | 4                |
| 5       | A.Fati        | 3    | 0            | 1                   | 0            | 0                    | 4                |
| 6       | S.Roberto     | 1    | 0            | 2                   | 0            | 0                    | 3                |
| 6       | Kessié        | 1    | 2            | 0                   | 0            | 0                    | 3                |
| 6       | F.Torres      | 2    | 0            | 1                   | 0            | 0                    | 3                |
| 7       | Ronald Araújo | 2    | 0            | 0                   | 0            | 0                    | 2                |
| 7       | E.García      | 0    | 1            | 1                   | 0            | 0                    | 2                |
| 8       | P.Torre       | 0    | 1            | 0                   | 0            | 0                    | 1                |
| 8       | Pedri         | 1    | 0            | 0                   | 0            | 0                    | 1                |
| 8       | Christensen   | 1    | 0            | 0                   | 0            | 0                    | 1                |
| Détails | 18 passeurs   | 56   | 10           | 11                  | 2            | 2                    | 81               |

## Récompenses et distinctions
Le 17 octobre 2022, Lewandowski finit 4e  du Ballon d'or 2022, remporté par Karim Benzema. Lewandowski remporte le Trophée Pichichi de meilleur buteur de la Liga avec 23 buts.
En plus du Trophée Zamora qui récompense le meilleur gardien du championnat, Ter Stegen est élu meilleur joueur de la Liga.

## Équipe nationale
16 joueurs sont sélectionnés pour disputer la Coupe du Monde 2022: Luis Enrique, le sélectionneur espagnol appelle Eric García, Jordi Alba, Sergio Busquets (capitaine de la sélection), Gavi, Pedri, Ferran Torres et Ansu Fati.Frenkie de Jong et Memphis Depay sont convoqués avec les Pays-Bas. Pour l'équipe de France, Jules Koundé et Ousmane Dembele sont sélectionnés, ils arriveront jusqu'en finale. Sont également convoqués, Robert Lewandowski avec la Pologne, Andreas Christensen  avec le Danemark, Marc-André ter Stegen avec l'Allemagne, Raphinha avec le Brésil et Ronald Araújo avec l'Uruguay.  
À la suite de la blessure de José Gayà, Alejandro Balde est également convoqué pour défendre les couleurs de l'Espagne, ce qui porte le total à 17 joueurs et qui fait du Barca le club le plus représenté dans cette compétition.